# Leon van Kelpenaar
Leon van Kelpenaar, pseudoniem van Leonardus Johannes Josephus Obers, roepnaam Leo (Deurne, 27 maart 1930 - Meijel, 23 augustus 1951), was een Nederlandse dichter. Hij was de zesde van dertien kinderen van handelsreiziger Leonard Hendrik Obers en diens vrouw Joanna Theodora Coopmans.

## Levensloop
Ten tijde van zijn dood (door verdrinking in een kanaal) studeerde hij Nederlandse Letterkunde en Geschiedenis aan de Katholieke Universiteit Nijmegen te Nijmegen. Eerder zat hij op het Klein Seminarie.
Door zijn jeugdige leeftijd bij zijn overlijden verscheen zijn enige publicatie pas na zijn dood, op initiatief van zijn broer Frans Babylon. In de bundel In memoriam Leon van Kelpenaar werden zijn gedichten samen met inleidingen door zijn broer Frans en vriend Jos Nas opgenomen. Frans en Leo liggen met hun broer Pieter Obers (1931-1945) op het kerkhof bij de Sint-Willibrorduskerk te Deurne.

## Na zijn dood
In Deurne is de Leon van Kelpenaarstraat naar hem genoemd.